# ヴァルドラプトル
ヴァルドラプトル（Valdoraptor　"ウィールド（en）の略奪者"）は白亜紀前期の獣脚類恐竜の属であり、現在では最も原始的なオルニトミモサウルス類の一種だと考えられている。
化石はイングランドで発見されており、現在のところ中足骨の化石のみが知られている。

## 発見と研究の歴史
1858年、リチャード・オーウェンは大英自然史博物館の収蔵品である3つの中足骨からなる一連の化石を大きさと質感に基づいて、草食恐竜の属ヒラエオサウルスに分類した。オーウェンはこの化石の鏡像のリトグラフを作成した。その結果、実際には左足のものであったにもかかわらず、長らく右足のものと思われてきた。
1881年、ジョン・ハルク（en）はこの標本がヒラエオサウルスのものではなく肉食の獣脚類のものだとの認識を示した。1888年、リチャード・ライデッカーはこの標本を獣脚類の種メガロサウルス・ドゥンケリ（Megalosaurus dunkeri）のものとした。しかし1889年、M. dunkeri のものより頑丈な造りであるとして、別の種に分け、Megalosaurus oweniとした。種小名はオーウェンに献名されたものである。ライデッカーは1858年の図版により右足のものであると思い違いをさせられた。またライデッカーはこの標本が4つの中足骨であるという誤った推測をし、この認識が1世紀以上に渡って踏襲されることとなった。ライデッカーは同じ層準から発見された足の骨の標本BMNH 2574、2661、2680やヘイスティングス近郊のHollington Quarry にある前期ワドハースト累層（ en ）で発掘された BMNH R604d、BMNH R1525についてもこの属のものとした。
1923年、フリードリヒ・フォン・ヒューネはこの種をアルティスピナクス（Altispinax）の一種であるとしてAltipsinax oweniとした。。
1991年、ジョージ・オルシェフスキー（en）はこの種を新属Valdoraptorへと移し、タイプ種をMegalosaurus oweniからValdoraptor oweniへと改名した。属名は、発見地ウィールド層群（en）にちなむラテン語で「ウィールドの」を意味するValdusと、「略奪者」を意味するraptorから派生している。
ホロタイプBMNH R2559（オーウェンにより不正確にもBMNH R2556とされていた）はウェスト・サセックス、クックフィールドにあるタンブリッジウェルズサンド累層（en）のバランジュ期の地層から発見された。損傷により上下の部分が欠損している。保存されている部分の長さは215 mmで、元の長さは240 mmほどと推定される。この種はネオヴェナトル（Neovenator）ともエオティラヌスとも区別される。また疑問名（nomen dubium）の状態である。しかし、ダレン・ナッシュ（en）は2007年、この標本が2つの固有派生形質（en）を持つことを示した。第二中足骨は中ほど外側が押し潰されていて、顕著な腹側 側面の隆起を持つ。これらの特徴はこの属が有効な分類群であり、ネオヴェナトルやエオティラヌスとは異なるものであることを示すものである。
オルシェフスキーはヴァルドラプトルをアロサウルス科（Allosauridae）に分類したが、2007年、ナッシュはより一般的なテタヌラ類であるという以上には正確に決定はできないとしている。
ヴァルドラプトルの系統は長らく不明であったが、アレインらは２０１４年、ヴァルドラプトルならびにウィールド地方で発見された獣脚類の骨格の一群は、その形状や骨格の長さと幅の比率からオルニトミモサウルス類の一種であると発表した。
これは同じく最古のオルニトミモサウルス類と考えられているヌクウェバサウルス（Nqwebasaurus）とほぼ同じ年代であり、ヴァルドラプトルは現在発見されている中では最古のオルニトミモサウルス類だと思われる。
なお、アレインらは同論文において、ヴァルドラプトルの属名が1923年にヒューネによって記載されたテココエルルス(Thecocoelurus)のジュニア・シノニムである可能性を示唆しており、今後の研究によってはテココエルスと同属とされる可能性もある。

## 註
1. ↑  Owen, R., 1858, Monograph on the fossil Reptilia of the Wealden and Purbeck Formations. Part IV. Dinosauria (Hylaeosaurus). [Wealden]. The Palaeontological Society, London 1856-1864: 8-26
2. ↑  Lydekker, R., 1888, "On the remains and affinities of five genera of Mesozoic reptiles", Quarterly Journal of the Geological Society of London 45: 41-59
3. ↑  Lydekker, R., 1889, "Note on some points in the nomenclature of fossil reptiles and amphibians, with preliminary notices of two new species" Geological Magazine, decade 3 6: 325-326
4. ↑  F. v. Huene, 1923, "Carnivorous Saurischia in Europe since the Triassic", Bulletin of the Geological Society of America 34: 449-458
5. ↑  G. Olshevsky, 1991, A revision of the parainfraclass Archosauria Cope, 1869, excluding the advanced Crocodylia. Mesozoic Meanderings 2 pp. 1-196
6. ↑  T.R. Holtz, R.E. Molnar, and P.J. Currie, 2004, "Basal Tetanurae". In: D.B. Weishampel, P. Dodson, and H. Osmolska (eds.), The Dinosauria (second edition). University of California Press, Berkeley pp. 71-110
7. ↑  D. Naish and D.M. Martill, 2007, "Dinosaurs of Great Britain and the role of the Geological Society of London in their discovery: basal Dinosauria and Saurischia", Journal of the Geological Society of London 164: 493-510
8. ↑  R. Allain, R. Vullo, J. Le loeuff & J.-F. Tournepiche (2014) European ornithomimosaurs (Dinosauria, Theropoda): an undetected record. Geologica Acta 12(2) (advance online publication) June 2014.